# 白纸坊街道
白纸坊街道， 是北京市西城区南部的一个街道。面积3.11平方千米，人口10.1万人（2006年末）。
1954年设白纸坊街道，1960年改白纸坊公社，1978年复置。
白纸坊街道还管辖位于天津市宁河区的外飞地清河农场

## 行政区划
下辖18个社区：

### 平原里社区
平原里社区辖区面积0.33平方公里，共有常住人口4000多户，14000多人。
社区现有6个居民小区，居民住宅楼28栋，辖区单位62个，其中机关单位4个，学校1个，医院1个，非公有制经济组织和新社会组织1个。

### 双槐里社区
双槐里社区位于宣武白纸坊街道东北部，东至盆儿胡同、南至白纸坊东街、西至北京卫生学校西侧、北至南横西街。辖区面积约0.42平方公里，辖区居民户2026户，5779余人。
社区由双槐里小区、北京电信宿舍、北京市无线局宿舍、煤炭宿舍等四个居民小区29栋134个楼门单位宿舍及居民楼组成。

### 右北大街社区
右北大街社区东至卫生学校、南至白纸坊东街、西至右北社区、北至南横西街。辖区面积0.3平方公里，共有居民1700户，37777人。
右北社区由北京邮票印制局、北京第四印刷机械厂、北京市卫生学校等70个大小单位、25栋单位宿舍及居民楼和2个平房院组成。

### 樱桃园社区
樱桃园社区东至右内大街、南至白纸坊西街、西至白广路、北至枣林前街。辖区面积0.2平方公里，共有2880户，8500人，其中户籍2314户，6519人。

### 崇效寺社区
崇效寺社区位于宣武区白纸坊街道西北部，东至白广路、南至白纸坊西街、西至菜园街、北至崇效胡同。辖区面积0.4平方公里，共有居民3303户，10645人。
社区属老旧社区，楼房44栋（其中单元楼26栋，简易楼18栋）、平房院61个；辖区社会单位97个，主要有：北京63中学，南菜园小学，宣武区招生考试中心等。

### 菜园街社区
菜园街社区东至白广路大街、南至崇效寺胡同、西至菜园街、北至造林前街。辖区面积0.04平方公里。共有居民2438户，7034人。
辖区共有楼房33栋、平房院51个。

### 建功北里社区
建功北里社区辖区面积0.729平方公里。共有居民3941户，常住人口8074人，流动人口1913人。
社区现有10个居民小区，居民住宅楼123栋，单位50个，其中机关单位1个（中环政府办公楼），学校1所（宣武第二职业学校），医院1所（白纸坊街道南菜园社区卫生服务站），非公有制经济组织4个。

### 建功南里社区
建功南里社区东至南菜园街、南至右安门西街、西至广安门南街、北至白纸坊西街。辖区面积0.27平方公里，共有居民2352户，7280人。
社区以宣武区政府为中心，周边环绕机关、企事业、餐饮、学校、超市、医院、文化产业单位28个。

### 新安中里社区
新安中里社区东至新安南里、南至白纸坊街、西至南菜园街、北至白纸坊西街。辖区面积0.15平方公里，共有居民2449户，户籍人口5380人，流动人口1365人，常住人口6789人。
辖区内共有23栋楼，91个楼门，14个平房院。

### 新安南里社区
新安南里社区位于地区西南部，东至右内大街、南至右内西街、西至印钞厂、北至白纸坊西街。辖区面积0.25平方公里，共有常住居民1810户，5710人。

### 右内西街社区
右内西街社区位于南二环右安门桥北约200米处。东至右安门内大街、南至右安门西街、西至南菜园街、北至右内西街。辖区面积0.31 平方公里，共有3158户居民， 8126人（户籍人口4818人），流动人口1560人。社区现有楼房29栋、平房166户 。居民主要以汉族人口居多。
社区98%是单位宿舍，多数为国企职工，也有部分教师。社区由甲10号院一建公司宿舍、供电局宿舍、客车七厂和商务科技学校宿舍、国土资源部宿舍、148中宿舍组成。

### 右内后身社区
右内后身社区位于右内大街西侧。东至右内大街、西至南菜园街、北邻新安南里社区的天陶市场、南至右内西街。辖区面积0.22平方公里，共有2026户居民，常住人口6100人，居民住宅楼17栋，社区志愿者队伍6支168人。
右内后身社区成立于2000年，辖区单位50余个，现有一建宿舍（右安西里1-6号楼、右内西街1、3、5号楼）、轻工部宿舍（右内大街73号楼）、电信局、供电局宿舍（右内西街1号院1-6号楼）及右安后巷平房院等居民小区。

### 光源里社区
光源里社区位于白纸坊街道中东部。东至半步桥街、南至里仁街、西至右安门内大街、北至白纸坊东街，另加半步桥胡同以北白纸坊东街以南的区域。辖区面积约0.1平方千米。共有2598户居民，总人口7560人，常住人口4461人，人户分离率40.99%。
社区以北京市供电局和北京市邮局家属院为主，包括少部分直管房，现有楼房14栋，54个楼门，115个楼房排院。

### 半步桥社区
半步桥社区位于白纸坊街道东南片。东至半步桥街、南至半步桥街南段、西至右内大街26号、北至里仁街。辖区面积约0.12平方公里，共有2119户居民，总人数6309人，其中常住1884户，5623人，现登记流动人口1400人（其中右内28号院居民520户已整体搬迁）。
社区共有楼房26栋，楼门101个；辖育人里、半步桥13号院、宏建南里、右内28号院四个小区。

### 自新路社区
自新路社区东至菜市口南下路街、南至里仁街、西至半步桥胡同、北至白纸坊东街。辖区面积0.44平方公里，共有2441户居民，7323人。
社区所辖信建里小区、戏曲学院小区、文化部小区、塑料一厂宿舍、玻璃五厂宿舍、泰然居、玩具厂宿舍、邮电部宿舍。

### 里仁街社区
里仁街社区位于宣武区白纸坊街道东南端，东至清芷园社区、南至右安门东街、西至半步桥街、北至自新路社区、东邻清芷园社区、西邻半步桥社区。辖域面积0.105平方公里，共有1460户居民，户籍人口5100人，流动人口700人，居民主要以汉族人口居多。
社区共有楼房14栋，其中新建3栋，老旧楼房10栋，待拆迁1栋；平房院11个，其中新翻建平房院5个，老旧院4个，待拆迁院1个。社区辖域内有北京市公安局刑侦总队、北京市宣武区法院、北京住房公积金管理中心宣武管理部、北京市宣武区教育学院二分院、北京市三教寺幼儿园等。

### 万博苑社区

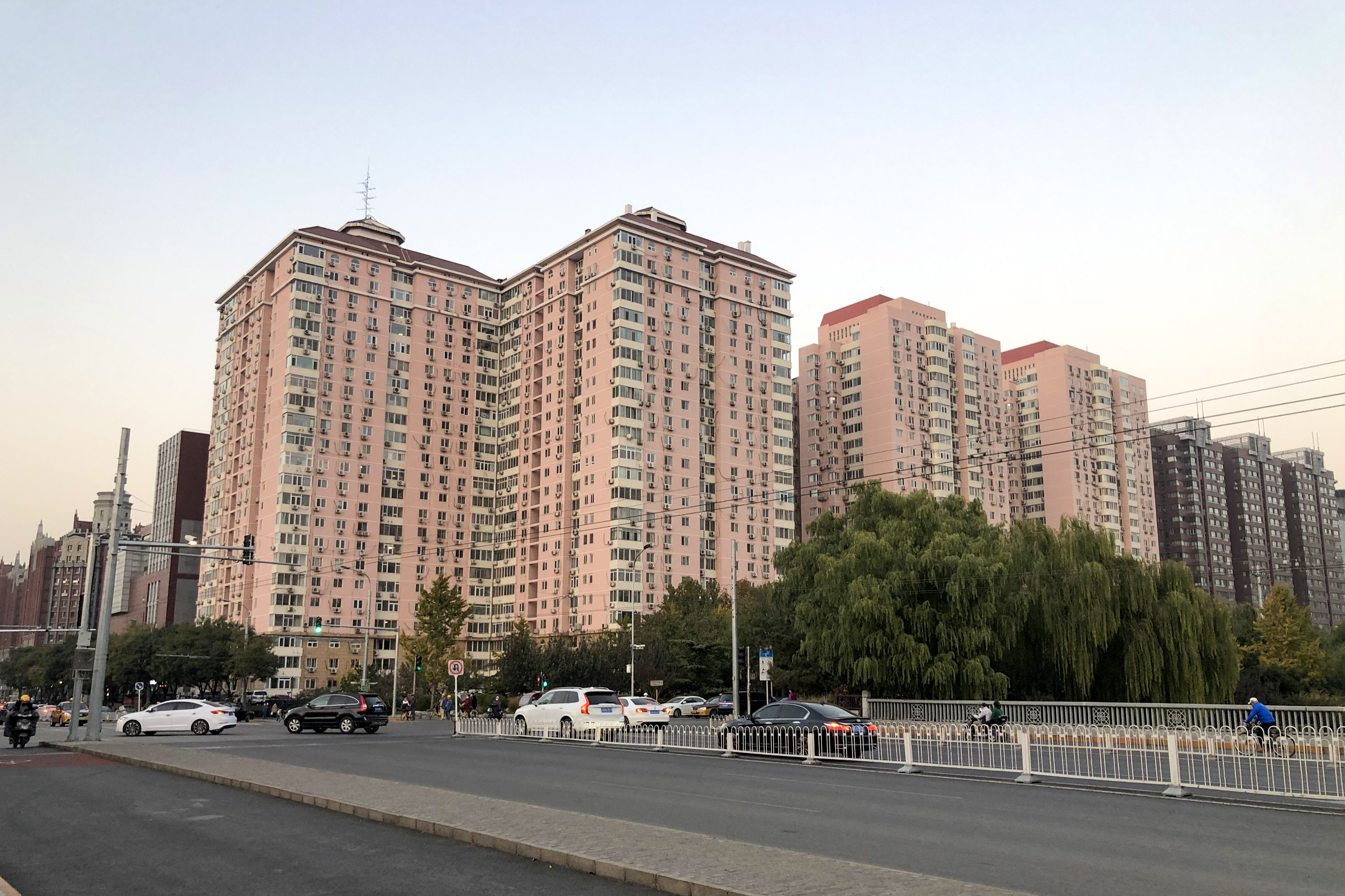
万博苑社区，地块原为北京汽车修理四厂

万博区社区位于右安门大街南口东侧与南二环滨河路交界处东北角，东至右安门东街、南至二环滨河路、西至右安门大街、北至半步桥街。辖区面积0.034平方公里，共有居民866户，常住人口2000余人，外来人口300余人。
社区商住楼宇共计7栋，其中高层楼宇4栋（23层3栋、24层1栋）多层楼2栋（6层1栋、4层1栋）。1997年由北京宏业房地产开发有限公司开发，现由北京市华特物业管理发展有限公司管理。

### 清芷园社区
清芷园社区位于白纸坊街道辖区东南，紧邻南二环。辖区面积0.17平方公里，共有居民2698余户，常驻人口10792人。
社区现共有居民楼25栋，平房院25个。